# Шанель Харт
Шанель Харт (англ. Chanell Heart, настоящее имя Мэри Джо Уилсон, англ. Mary Joe Wilson, род. 3 июля 1993 или 2 июля 1993, Питтсбург, Пенсильвания) — американская порноактриса и эротическая фотомодель.

## Биография
Родилась 3 июля 1993 в Питтсбурге, Пенсильвания. Настоящее имя — Мэри Джо Уилсон (Mary Joe Wilson). В старшей школе посещала компьютерные курсы, чтобы повысить навыки набора текста и работы на компьютере. Затем около полутора лет работала продавцом, а также прошла стажировку в детском саду.
В 2013 году покидает родную Пенсильванию и переезжает в Лос-Анджелес, чтобы начать сниматься в фильмах для взрослых. Перед поездкой Харт связалась с актрисой Мисти Стоун, чтобы больше узнать об отрасли. Позже Стоун стала наставником и первым контактом Харт в индустрии, руководила ей при поиске агента и первых ролей. Харт снялась в первой сцене 6 июня 2013 года, в возрасте 20 лет, для портала Reality Kings.
Снималась для таких студий, как Naughty America, Jules Jordan Video, Wicked Pictures, Hustler Video, Elegant Angel, Girlfriends Films, New Sensations, Evil Angel, Kink.com, Zero Tolerance, Sweetheart Video, Tushy и Digital Playground.
В 2015 году была впервые номинирована на AVN Awards в категориях «Лучшая новая старлетка» и «Лучшая групповая лесбийская сцена» (за фильм Sisterhood: All Girl Orgies). В 2016 году была номинирована на AVN в категории «лучшая лесбийская сцена» за Lesbian First Dates.
В 2017 году была номинирована на AVN в категории «лучшая исполнительница года», а также на XBIZ Award в категории «лучшая сцена в фильме-виньетке» вместе с Миком Блу за фильм The Art of Anal Sex 3, в котором впервые снялась в сцене с анальным сексом.
В 2018 году была отмечена за работу в фильме Ethnicity номинациями на AVN в категории «лучшая сцена триолизма (ЖМЖ)» и на XBIZ в категории «лучшая сцена у главного героя».
На 2019 год снялась более чем в 210 фильмах.

## Награды и номинации
| Год  | Церемония                   | Результат | Номинация                                          | Работа                      |
| ---- | --------------------------- | --------- | -------------------------------------------------- | --------------------------- |
| 2015 | AVN Awards                  | Номинация | Лучшая новая старлетка                             | н/д                         |
| 2015 | AVN Awards                  | Номинация | Лучшая групповая лесбийская сцена                  | Sisterhood: All Girl Orgies |
| 2015 | AVN Awards                  | Номинация | Приз зрительских симпатий: лучший дебютант         | н/д                         |
| 2016 | AVN Awards                  | Номинация | Лучшая лесбийская сцена                            | Lesbian First Dates         |
| 2016 | AVN Awards                  | Номинация | Приз зрительских симпатий: любимая порнозвезда     | н/д                         |
| 2016 | AVN Awards                  | Номинация | Приз зрительских симпатий: самая эпическая задница | н/д                         |
| 2016 | AVN Awards                  | Номинация | Приз зрительских симпатий: медиазвезда             | н/д                         |
| 2016 | Spank Bank Awards           | Номинация | Лучший вокал                                       | н/д                         |
| 2016 | Spank Bank Awards           | Номинация | Графиня спермы                                     | н/д                         |
| 2016 | Spank Bank Technical Awards | Победа    | Ebony Princess of the Year                         | н/д                         |
| 2017 | AVN Awards                  | Номинация | Лучшая исполнительница года                        | н/д                         |
| 2017 | XBIZ Award                  | Номинация | Лучшая сцена в фильме-виньетке                     | The Art of Anal Sex 3       |
| 2017 | Spank Bank Awards           | Номинация | Baroness of Licking Lady Ass                       | н/д                         |
| 2017 | Spank Bank Awards           | Номинация | Best DSL                                           | н/д                         |
| 2017 | Spank Bank Awards           | Номинация | Best Swallower                                     | н/д                         |
| 2017 | Spank Bank Awards           | Номинация | Cocksucker of the Year                             | н/д                         |
| 2018 | AVN Awards                  | Номинация | Лучшая сцена триолизма (ЖМЖ)                       | Ethnicity                   |
| 2018 | Spank Bank Awards           | Номинация | Ebony Princess of the Year                         | н/д                         |
| 2018 | Spank Bank Awards           | Номинация | Empress of Nipple Paradise                         | н/д                         |
| 2018 | Spank Bank Awards           | Номинация | Group / Orgy Maestro of the Year                   | н/д                         |
| 2018 | XBIZ Award                  | Номинация | Лучшая сцена у главного героя                      | Ethnicity                   |

## Избранная фильмография
- Big Black Wet Asses 14[18]
- Black To Basics[19]
- Contrast 2[20]
- I Like Black Girls[21]
- Lesbian First Dates[11]
- My Black Stepsister[22]
- Party In America[23]
- Pussy Crazy 3[24]
- Seduction Of Chanell Heart[25]
- Teen Interracial Facials[26]
- We Fuck Black Girls 8.[27].